# Орт-ан-дер-Донау
Орт-ан-дер-Донау (нім. Orth an der Donau, до 12 вересня 1959 року Орт) — ринкове містечко з 2165 мешканцями (станом на 1 січня 2023 року) в окрузі Гензерндорф в австрійській землі Нижня Австрія.

## Географія
Орт-ан-дер-Донай розташований у Мархфельді в Нижній Австрії в центрі національного парку Донау-Ауен. Площа торгового містечка займає 33,41 квадратних кілометрів. Вкрито лісом 31,02 відсотка території[джерело?].

## Конгрегаційна структура
Є лише кадастровий муніципалітет Орт-ан-дер-Донау[джерело?].

## Історія
Перша документальна згадка походить від дарчої грамоти 1021 року.
Коли значні території країни були обезлюднені після османського вторгнення в 1529 році, хорвати були заселені. Вони становили більшість населення протягом століть. Замок, який був зруйнований під час набігів, був відбудований графом Зальмом з 1550 року. Так званий Нойшлосс був побудований графом Ауершпергом у 1679 році[джерело?].

## Культура і пам'ятки

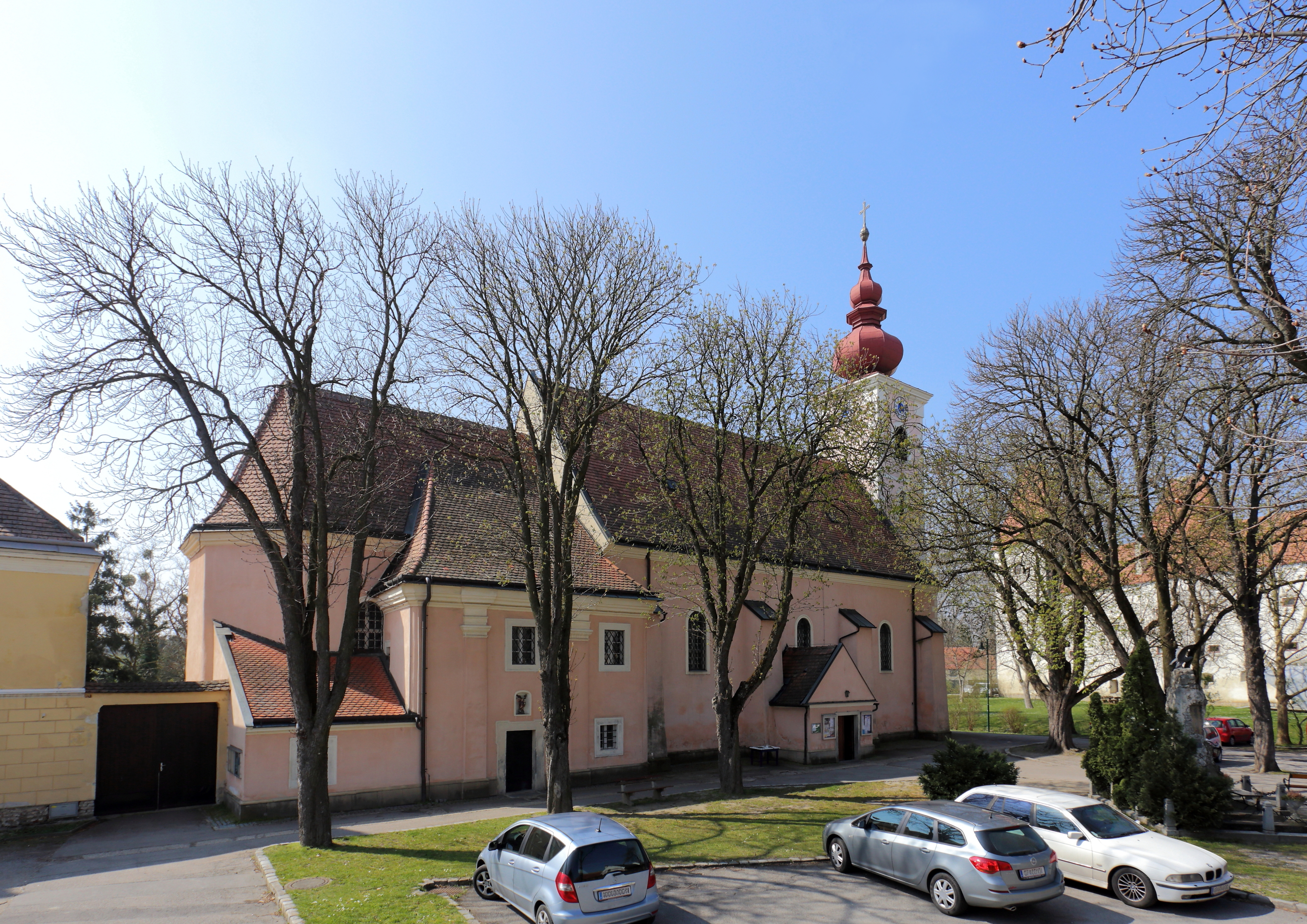
Парафіяльна церква Орт-ан-дер-Донайу.
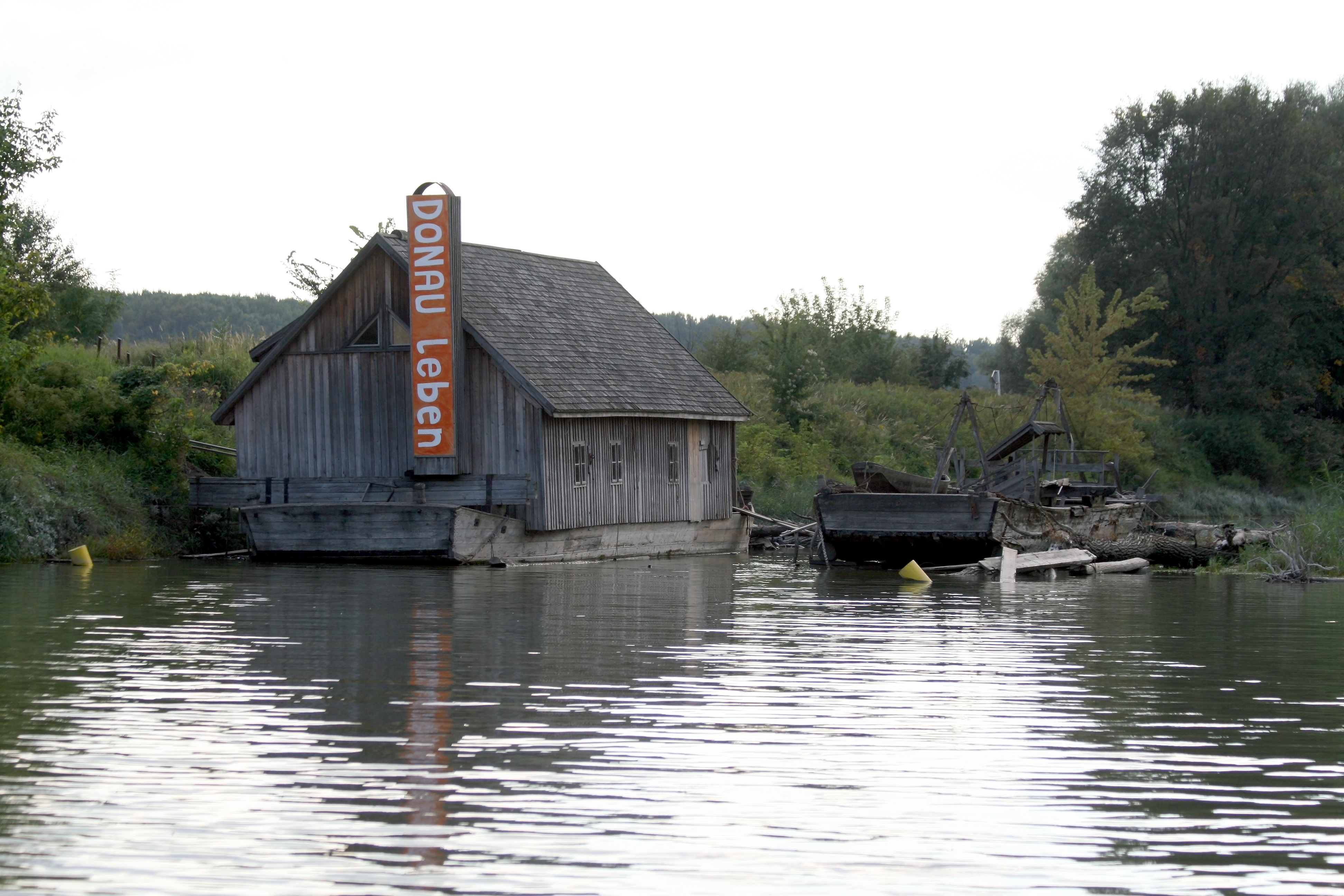
Корабельний млин Орт-ан-дер-Дунау.
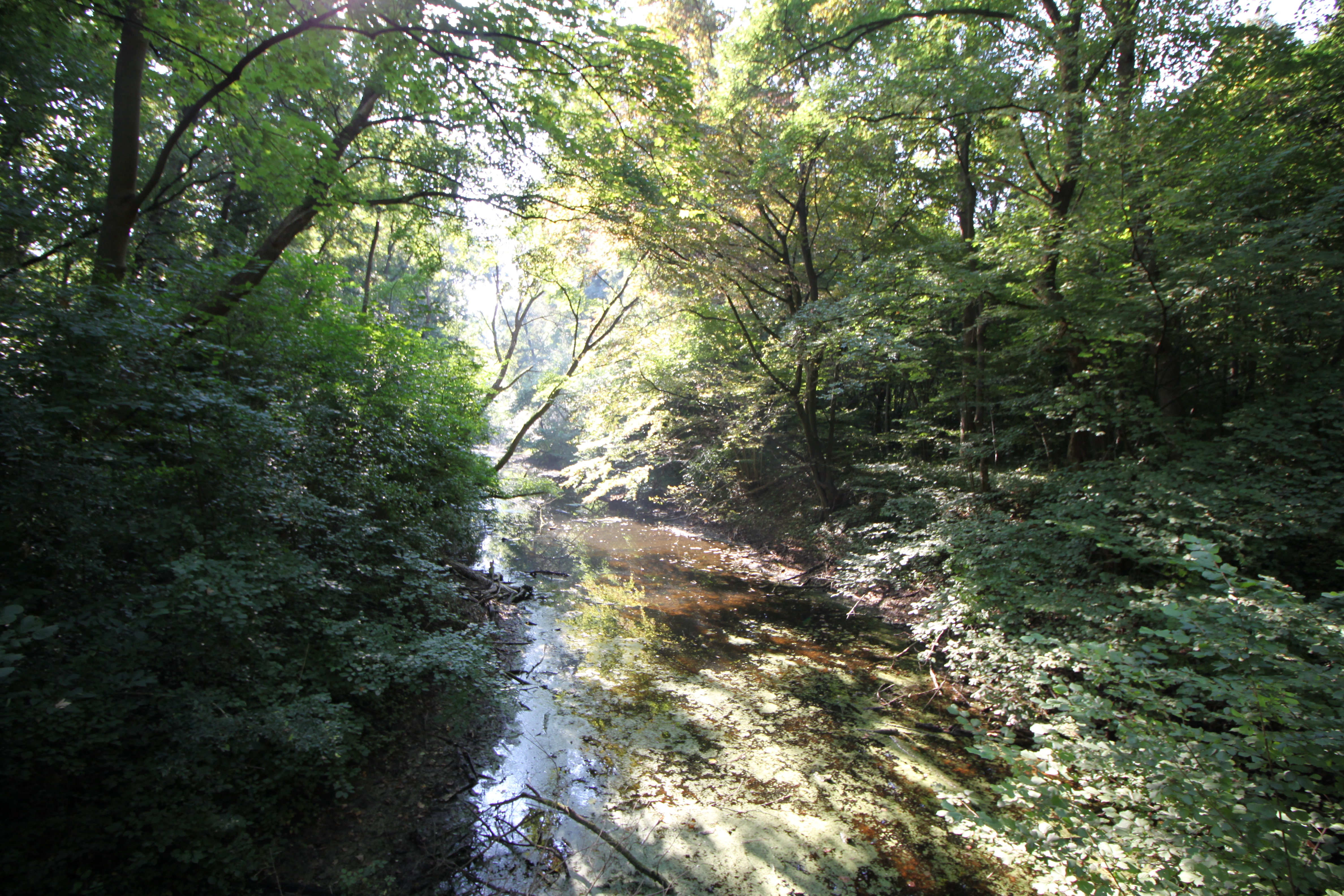
Річка Фаденбах.